# هنگ هیون-سئوک
این یک نام کره‌ای است؛ نام خانوادگی هُنگ است.
هنگ هیون-سئوک (کره‌ای: 홍현석؛ زادهٔ ۱۶ ژوئن ۱۹۹۹) بازیکن فوتبال اهل کره جنوبی است.که در باشگاه فوتبال خنت بلژیک در پست هافبک تهاجمی بازی می‌کند.
از باشگاه‌هایی که در آن بازی کرده‌است می‌توان به باشگاه فوتبال اولسان هیوندای، باشگاه فوتبال خنت، و باشگاه فوتبال لاسک اشاره کرد.
وی همچنین در تیم‌های ملی فوتبال زیر ۱۷ سال کره جنوبی، زیر ۲۳ سال کره جنوبی، و کره جنوبی بازی کرده‌است.
وی در مسابقات کشوری و بین‌المللی در مجموع برندهٔ ۱ مدال نقره شده‌است.